# Comuna 5 San Mateo
La Comuna 5 San Mateo es la quinta de las seis comunas de la cabecera municipal de Soacha (Cundinamarca), ubicado en la parte oriental y sur de la ciudad. Recibe su nombre de su principal cabecera, el barrio San Mateo. Tiene 63500 habitantes.

## Geografía
Terreno plano al norte circunscrito desde la Zona Industrial de Cazucá hasta el barrio de San Mateo. Su parte sur está circunscrita por el cerro homónimo, yendo en eje a los cerros del sur de Soacha desde San Humberto a Cazucá. Hidrográficamente está bañado por la Quebrada Tibanica, que viene desde la vecina comuna 4 de Cazucá hasta Autopista Sur, prosiguiendo a la Comuna 3 de La Despensa.
Es el más desarrollado de las urbanizaciones de Soacha, solo superado por el novísimo barrio Ciudad Verde, por lo que es un sector residencial y comercial, esta última en torno a la Zona Industrial de Cazucá y la Avenida Calle 30.

### Límites
| Noroeste: 2 de Soacha Central (Autopista Sur)     | Norte: 3 de La Despensa (Autopista Sur) | Nordeste: Localidad de Ciudad Bolívar Bogotá, D.C. (barrio Primavera) |
| Oeste: Comuna 6 San Humberto (Calles 28, 29 y 30) |                                         | Este: Comuna 4 Cazucá (Carreras 1 y 2, Calle 55 y Transversal 9 este) |
|                                                   | Sur: Corregimiento 1 (vereda Panamá)    |                                                                       |

## Barrios
Bosques de San Mateo, Urbanización Terreros, Casalinda, Quintanares, Sumapaz, San Lucas, San Mateo, Simón Bolívar, Tibanica, Santillana y Zona Industrial de Cazucá
Propiedad horizontal: La comuna 5 tiene las siguientes propiedades horizontales distribuidos en los siguientes barrios, aunque por ley están separados de las jurisdicciones de las Juntas de Acción Comunal de estos últimos:
- Bosques de San Mateo: Santa Rita (I-II)
- Casalinda: Portal de Casalinda
- Quintanares: Ciudadela Quintanares, Las Acacias (I y II), Mirador de San Ignacio VII y Remansos de Quintanares
- San Lucas: Oasis de San Mateo I
- San Mateo (residencial): Barbados (I-III), Casalinda (VI-XII), Casalinda Parque, Cumbres de San Mateo (I-II), Iguazú, La Arboleda I, Mirador de San Ignacio (I-VI), Parques de San Mateo
- Sumapaz: Malabar, Oasis de San Mateo (III-IV)
- Tibanica: Alameda Tibanica, Bosque Tibanica, La Arboleda II, Morella, Portal de San Ignacio I, Terragrande (sin etapas)
- Urbanización Terreros: Alelies, Azaleas, Cambulos, Loreto, Los Cerezos, Los Ciruelos, Magnolios, Portal de San Ignacio, Terragrande (Etapas I, II, III-1, III-2, III-3,IV-1, IV-2, IV-3 y IV-4), Terralta, Terraluna, Torres del Parque, Yerbabuena y Tirreno (Altiani y Catania).

## Vías
- Avenida San Mateo (Calle 30)
- Avenida Terreros (Calle 38)
- Calle 33 (Tibanica)
- Carrera 6 A este
- Avenida Eugenio Diaz Castro (Carrera 9 Este)
- Calle 46 (Quintanares)
- Calle 48 (Cazucá)[Nota 1]

La comuna cuenta con transporte público para el resto de la ciudad de Soacha y varias de sus veredas, así como por Bogotá a través del Corredor de transporte por la Autopista NQS.
Desde el 27 de diciembre de 2013, están disponibles las estaciones de la red troncal de TransMilenio (La Despensa, León XIII, Terreros y San Mateo - Centro Comercial Unisur) que son compartidas con la comuna vecina de La Despensa.

## Sitios importantes
- Centro Comercial Unisur (compartido con la comuna vecina de San Humberto)
- Centro Comercial Ventura Terreros
- Edificio Nuevo del Distrito Especial de Policía de Soacha[2]
- Hospital Cardiovascular del Niño de Cundinamarca
- Parque San Mateo Tibanica
- Tecnoparque SENA Sede Cazucá.

## Representación local
La representación local está en manos de los ediles de la JAL de la comuna 5, elegidos para el periodo constitucional 2024-2027:
| Partido            | Partido | Escaños |
| ------------------ | ------- | ------- |
|                    | PH      | 5/7     |
| Centro Democrático | CD      | 2/7     |